# Nyceryx brevis
Nyceryx brevis là một loài bướm đêm thuộc họ Sphingidae. Loài này có ở Brasil.
Chiều dài cánh trước khoảng 20–22 mm.